# Homoeocera crassa
Homoeocera crassa là một loài bướm đêm thuộc phân họ Arctiinae, họ Erebidae.